# 京都中央郵便局
京都中央郵便局（きょうとちゅうおうゆうびんきょく）は、京都府京都市下京区にある郵便局。民営化前の分類は集配普通郵便局であった。

## 概要

### 併設施設
- ゆうちょ銀行京都店（大阪支店京都出張所）：取扱店番号440890
- かんぽ生命保険京都支店 - 京都府内で唯一の同社直営店舗である。
- 日本郵政近畿郵政健康管理センター京都中央分室

### 分室
分室はなし。かつては存在した分室は以下の通り。
- 中央市場内分室 (44089A) - 民営化に伴い、当局にゆうちょ銀行の直営店が設置されるのに先立ち、2007年（平成19年）7月30日に右京郵便局に所属が変更された。
- ホテル洛陽内分室 - 1952年（昭和27年）に廃止。
- 小包分室 - 1961年（昭和36年）に廃止。
- 京都駅内分室 - 郵便窓口業務のみ取扱。1965年（昭和40年）に廃止。

## 沿革
- 1880年（明治13年） - 京都停車場構内に京都七条電信分局として誕生。
- 1902年（明治35年）1月21日 - 京都郵便電信局七条電信支局を京都郵便電信支局に改定[1]。
- 1903年（明治36年）4月1日 - 通信官署官制の施行に伴い京都七条郵便局（二等）となる[1]。
- 1911年（明治44年）8月1日 - 七条郵便局に改称[1]。
- 1927年（昭和2年）12月11日 - 中央市場内分室を設置。
- 1947年（昭和22年）8月15日 - 下京区七条堀川に、ホテル洛陽内分室を設置[2]。
- 1949年（昭和24年）2月1日 - 京都中央郵便局に改称[3]。京都郵便局[4]から、大阪逓信局より分掌する管理事務を移管。
- 1952年（昭和27年）
  - 1月11日 - ホテル洛陽内分室を廃止。
  - 2月11日 - 京都駅内分室を設置。
- 1961年（昭和36年）
  - 9月30日 - 庶務課分室を廃止。
  - 10月1日 - 小包分室を廃止。
  - 10月2日 - 下京区烏丸通七条下ル東塩小路町から、同区東塩小路町へ地上6階建ての局舎を新築、移転するとともに、和文電報受付、電話通話、国内欧文電報受付、国際電報受付の各業務を開始。
- 1965年（昭和40年）2月1日 - 京都駅内分室を廃止。
- 1966年（昭和41年）7月1日 - 中央市場内分室における簡易生命保険および郵便年金の窓口事務を廃止。
- 1967年（昭和42年）2月13日 - 中央市場内分室を下京区朱雀分木町から同区朱雀宝蔵町へ移転。
- 1991年（平成3年）10月1日 - 外国通貨の両替および旅行小切手の売買に関する業務取扱を開始。
- 2007年（平成19年）
  - 7月30日 - 中央市場内分室を右京郵便局へ所属変更（44089A→44004A）[5]。
  - 10月1日 - 民営化に伴い、併設された郵便事業京都支店、ゆうちょ銀行京都店、かんぽ生命保険京都支店に一部業務を移管。
- 2012年（平成24年）10月1日 - 日本郵便株式会社の発足に伴い、郵便事業京都支店を京都中央郵便局に統合。
- 2018年（平成30年）2月19日 - 地域区分業務を京都郵便局（京都府城陽市）へ移管。

## 取扱内容

### 京都中央郵便局
- 郵便、印紙、ゆうパック、内容証明
- 生命保険、バイク自賠責保険、自動車保険 - 平日18時まで営業。
- 地方公共団体事務（京都市地下鉄バス利用券の交付）
- 「600-80xx」「600-81xx」「600-82xx」「600-83xx」「600-84xx」「600-88xx」「601-80xx」「601-81xx」「601-82xx」「601-83xx」「601-84xx」区域（京都市下京区内および南区内）の集配業務
- ゆうゆう窓口

### ゆうちょ銀行京都店
- 貯金、貸付、為替、振替、振込、国際送金、外貨両替、国債、投資信託、変額年金保険、住宅ローン - 平日18時まで営業。
- ATM- 日曜・休日の翌日以外の平日・土曜は実質24時間営業。

### かんぽ生命保険京都支店
- 個人向け窓口業務は、郵便局が代理店として行う。

## 風景印
- 図案は東寺五重塔・大文字山・後姿の舞妓。局名表記は「京都中央」
- 使用開始日は1968年（昭和43年）6月1日

## 建物
現在の建物は、1961年（昭和36年）に竣工し1983年（昭和58年）に増築された地下1階地上6階建てで、高さは約40メートル、延床面積は43,000平方メートル。下層階は配送車の発着や作業のため通常の建物より天井が高い。

### 再開発
建物が老朽化し郵便物の輸送が鉄道からトラックなどへ替わったため、複合ビルへの建替え構想が公表されている。構想では、隣の京都駅ビル開発の立体駐車場と一体で再開発し、2029年度の建物完成を目指す。郵便物の窓口業務は2025年に京都駅周辺への移転が予定される。
再整備されるビルは最大で地下4階地上14階建て、敷地10,500平方メートル、延べ面積119,000平方メートル、高さは60メートルの規模で計画されている。京都駅ビル西第1駐車場に連絡ブリッジでつながる出入口が設けられるほか、地下2階は京都駅前地下街ポルタと接続し、2階は連絡通路で駅ビルおよび2031年度に新設予定の京都駅自由通路・橋上駅舎とつながる予定。
また、1階の西側には京都駅烏丸口の高速バス乗り場が移設される。到着するバスは河原町通を北上または烏丸通を南下、塩小路通を左折して建物の北側から入り、出発するバスは建物の南側から出ることが想定されている。

## 周辺
- 京都市下京区役所
- 京都タワー（旧局舎跡地に建設）
- ジェイアール京都伊勢丹
- キャンパスプラザ京都
- 国道1号

## アクセス
- 京都駅から徒歩すぐ
- 京都市営バス、西日本JRバス、京都バス、京阪バス、京阪京都交通バス 京都駅前停留所もしくは下京区総合庁舎前（西日本JR：三哲）停留所下車
- 名神高速道路 京都南ICから北へ約4km、京都東ICから西へ約8km
- 京都縦貫自動車道 沓掛ICから東へ約11km
- 阪神高速8号京都線 上鳥羽出入口から北へ約3km
- 駐車場あり：9台